# Масахиро Сукигара
Масахиро Сукигара (јап. 鋤柄 昌宏; 2. април 1966) јапански је фудбалер.

## Каријера
Током каријере играо је за Верди Кавасаки и Урава Ред Дајмондс и многе друге клубове.

## Репрезентација
Са репрезентацијом Јапана наступао је на АФК азијском купу 1988. године.